# Garra allostoma
Garra allostoma är en fiskart som beskrevs av Roberts, 1990. Garra allostoma ingår i släktet Garra och familjen karpfiskar. IUCN kategoriserar arten globalt som sårbar. Inga underarter finns listade i Catalogue of Life.